# Argipeos

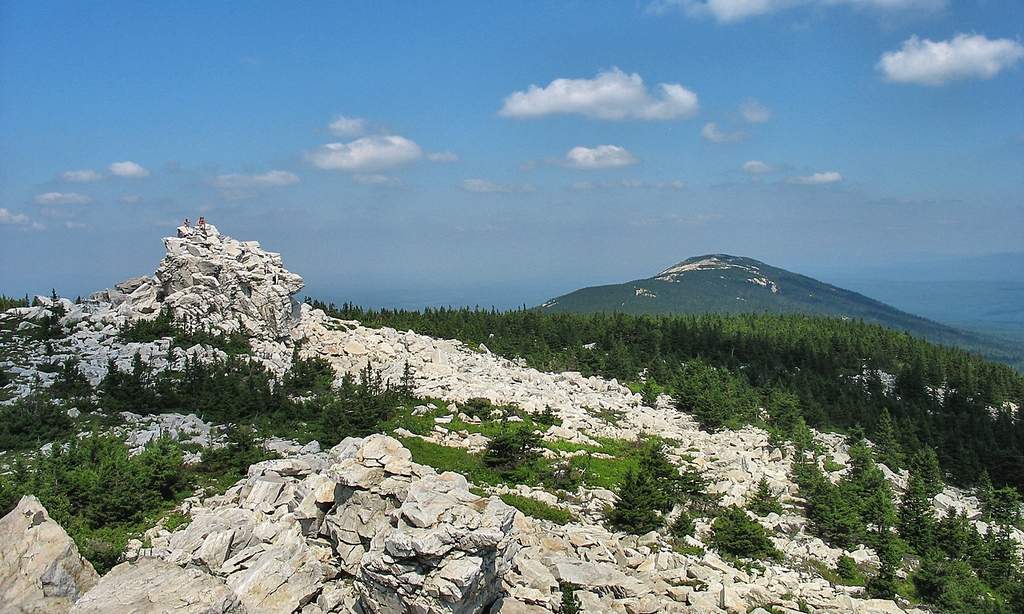
Montes Urales.

Los argipeos (Argippaei) son un pueblo mencionado por Heródoto en sus Historias. Según éste, vivían al norte de los escitas y gran parte de los estudios señalan que son una tribu ubicada cerca de los Montes Urales. Hay estudiosos que creen que Heródoto podría estar hablando de los mongoles, por la descripción física y cultural que hace.
Heródoto solo se basó en fuentes secundarias para su cuenta, basándose en descripciones griegas y escitas, como los detalles sobre los argipeos como personas calvas. Se decía que se habían establecido en una tierra plana y muy sucia. Se creía que esto estaba en los valores atípicos del macizo de Altái, mientras que el T'ian Shan se encuentra al otro lado, justo antes de la impenetrable barrera de montañas llamada eremos.

## En Historias
En cuanto a su país, la extensión de tierra de la que he estado hablando es toda una llanura lisa y el suelo profundo; más allá de entrar en una región que es accidentada y pedregosa. Al pasar por una gran parte de este país accidentado, te encuentras con una gente que habita al pie de las altas montañas, que se dice que son todos, tanto hombres como mujeres, calvos desde su nacimiento, que tienen narices chatas y barbillas muy largas. Estas personas hablan un idioma propio. El vestido que llevan es el mismo que el escita. Viven del fruto de cierto árbol, cuyo nombre es Ponticum; en tamaño es casi igual a nuestra higuera, y lleva una fruta como una alubia, con una piedra adentro. Cuando la fruta está madura, la cuelan a través de paños; El jugo que se escurre es negro y espeso, y los nativos lo llaman "aschy". Lamen esto con la lengua y también lo mezclan con leche para tomar una copa; mientras hacen las lías, que son sólidas, en tortas y las comen en lugar de carne; porque tienen pocas ovejas en su país, en el que no hay buen pastoreo. Cada uno de ellos habita debajo de un árbol, y cubren el árbol en invierno con una tela de fieltro blanco y grueso, pero se quitan la cubierta en verano. Nadie daña a estas personas, ya que se las considera sagradas, ni siquiera poseen armas de guerra. Cuando sus vecinos se caen, inventan la pelea; y cuando uno vuela a ellos en busca de refugio, está a salvo de todo daño. Se les llama los argipeos.
Heródoto, Historias